# نوال ديفال
نوال ديفال (بالفرنسية: Noël Duval)‏ (24 ديسمبر 1929) مؤرخ وعالم آثار ونقائش فرنسي، مختص في العصور القديمة المتأخرة.